# EN 80601-2-35
Die EN 80601-2-35 mit dem Titel „Teil 2-35: Besondere Festlegungen für die Sicherheit einschließlich der wesentlichen Leistungsmerkmale von Decken, Matten und Matratzen zur Erwärmung von Patienten in der medizinischen Anwendung“ ist Teil der Normenreihe EN 60601.
Herausgeber der DIN-Norm DIN 80601-2-35 ist das Deutsche Institut für Normung.
Die Norm basiert auf der internationalen Fassung IEC 80601-2-35. Im Rahmen des VDE-Normenwerks ist die Norm als VDE 0750-2-35 klassifiziert, siehe DIN-VDE-Normen Teil 7.
Diese Ergänzungsnorm regelt allgemeine Festlegungen für die Sicherheit, Prüfungen und Richtlinien von Matten, Unterlagen und Matratzen zur Erwärmung von Patienten in der medizinischen Anwendung. Zweck ist es, Merkmale der Basissicherheit sowie Prüfungen zu beschreiben und zusätzlich Anleitungen für ihre Anwendung zu geben.

## Gültigkeit
Die deutsche Ausgabe 8.2010 ist ab ihrem Erscheinungsdatum als Deutsche Norm angenommen.

## Anwendungsbereich
Diese Besonderen Festlegungen legen Anforderungen und Prüfungen für die Sicherheit von Decken, Platten und Matratzen einschließlich mit Luft durchströmter Matratzen und luftunterstützter Systeme fest, wie in den Abschnitten 2.2.102, 2.2.106 und 2.2.107 definiert.
Wärmeeinrichtungen sind für den medizinischen und paramedizinischen Gebrauch vorgesehen.

## Änderungen
Gegenüber der Vorgängernorm EN 60601-2-35:1997-12 wurden folgende Änderungen vorgenommen:
- Anpassung an die Struktur und Philosophie der EN 60601-1:2007 (3rd Edition)
- Definition der wesentlichen Leistungsmerkmale in Abschnitt 201.4.3
- Anpassung der EMV-Bedingungen an EN 60601-1-2:2007
- Anpassung der Anforderungen für Alarme nach EN 60601-1-8:2008
- Anpassung der Anforderungen an physiologische geschlossene Regelkreise nach EN 60601-1-10:2008

Im Detail betreffen die Änderungen insbesondere folgende Themen (Auszug):
- Trennung
- Ableitströme
- Schutz vor mechanischen Gefährdungen
- Schutz vor übermäßigen Temperaturen/gefährlichen Ausgangswerten
- Fehlerfälle
- Konstruktion